# Samrajya Lakshmi Devi
Samrajya Lakshmi Devi, död 1841, var Nepals drottning mellan 1824 och 1841, gift med kung Rajendra Bikram Shah.